# Andrea Giallombardo
Andrea Giallombardo (Roma, 19 agosto 1980) è un ex calciatore italiano.

## Caratteristiche tecniche
Terzino sinistro, può essere impiegato anche come esterno.

## Carriera

### Club
Cresce calcisticamente nel settore giovanile della Roma, per poi approdare in prestito al Foggia, in Serie C2, dove colleziona 12 presenze nell'arco della stagione.
La stagione seguente passa in compartecipazione al Viareggio, dove mette a segno la sua prima rete tra i professionisti il 27 maggio 2001, nell'incontro di andata dei play-out vinto per 3-0 contro il Russi.
L'8 agosto 2002 passa a titolo definitivo al Grosseto con cui colleziona 30 presenze da titolare. Nella stagione successiva, tuttavia, vienegirato in prestito al Catania. Fa il suo esordio in Serie B il 7 settembre 2003 in Catania-Cagliari (0-3), subentrando al 15' della ripresa al posto di Jaroslav Šedivec per poi conquistarsi il posto da titolare nel corso della stagione.
Il 16 luglio 2004 viene acquistato dal Livorno. Fa il suo esordio in Serie A l'11 settembre 2004 in occasione di Milan-Livorno (2-2), uscendo al 32' del secondo tempo per far spazio a David Balleri. Il 31 agosto 2005 viene girato in prestito alla Lazio, ma non entra mai nelle simpatie di Delio Rossi che lo utilizza in rarissime occasioni.  Così a fine stagione rientra a Livorno.
Il 5 gennaio 2007 passa in prestito al Messina, nello scambio che porta in Toscana il calciatore napoletano Carmine Coppola.  Conclude l'annata - terminata con la retrocessione dei siciliani - con 16 presenze.
Il 6 luglio 2007 passa all'Ascoli in Serie B. Con il club marchigiano resterà legato per quattro stagioni consecutive, nelle quali scenderà regolarmente in campo, saltando un'unica gara a gennaio 2011, ovvero la settimana prima di passare in prestito al Grosseto.
Il 31 luglio 2013 si trasferisce al Parma con cui firma un contratto triennale, che però lo gira in prestito prima al Latina e poi al Gubbio, in Lega Pro Prima Divisione.
Il 3 luglio 2015 risolve il proprio contratto col Parma e passa al Città di Palombara, in Eccellenza, dove conclude la carriera.

### Nazionale
Nel 1997 viene convocato con l'under-16 giocando due incontri.

## Statistiche

### Presenze e reti nei club
| Stagione         | Squadra            | Campionato       | Campionato | Campionato | Coppe nazionali | Coppe nazionali | Coppe nazionali | Coppe continentali | Coppe continentali | Coppe continentali | Altre coppe | Altre coppe | Altre coppe | Totale | Totale | Totale |
| Stagione         | Squadra            | Comp             | Pres       | Reti       | Comp            | Pres            | Reti            | Comp               | Pres               | Reti               | Comp        | Pres        | Reti        | Pres   | Reti   |        |
| ---------------- | ------------------ | ---------------- | ---------- | ---------- | --------------- | --------------- | --------------- | ------------------ | ------------------ | ------------------ | ----------- | ----------- | ----------- | ------ | ------ | ------ |
| 1999-2000        | Foggia             | C2               | 12         | 0          | CI-C            | 0               | 0               | -                  | -                  | -                  | -           | -           | -           | 12     | 0      |        |
| 2000-2001        | Viareggio          | C2               | 22+2       | 0+1        | CI-C            | 2               | 0               | -                  | -                  | -                  | -           | -           | -           | 26     | 1      |        |
| 2001-2002        | Viareggio          | C2               | 24+1       | 1          | CI-C            | 4               | 0               | -                  | -                  | -                  | -           | -           | -           | 29     | 1      |        |
| Totale Viareggio | Totale Viareggio   | Totale Viareggio | 46+3       | 1+1        |                 | 6               | 0               |                    | -                  | -                  |             | -           | -           | 55     | 1      |        |
| 2002-2003        | Grosseto           | C2               | 30+2       | 0          | CI-C            | 6               | 0               | -                  | -                  | -                  | -           | -           | -           | 38     | 0      |        |
| ago. 2003        | Grosseto           | C2               | -          | -          | CI-C            | 3               | 0               | -                  | -                  | -                  | -           | -           | -           | 3      | 0      |        |
| ago. 2003-2004   | Catania            | B                | 41         | 0          | CI              | -               | -               | -                  | -                  | -                  | -           | -           | -           | 41     | 0      |        |
| 2004-2005        | Livorno            | A                | 20         | 0          | CI              | 3               | 0               | -                  | -                  | -                  | -           | -           | -           | 23     | 0      |        |
| ago. 2005        | Livorno            | A                | 0          | 0          | CI              | 2               | 0               | -                  | -                  | -                  | -           | -           | -           | 2      | 0      |        |
| ago. 2005-2006   | Lazio              | A                | 6          | 0          | CI              | 2               | 0               | Int.               | -                  | -                  | -           | -           | -           | 8      | 0      |        |
| 2006-gen. 2007   | Livorno            | A                | 1          | 0          | CI              | 2               | 1               | CU                 | 0                  | 0                  | -           | -           | -           | 3      | 1      |        |
| Totale Livorno   | Totale Livorno     | Totale Livorno   | 21         | 0          |                 | 7               | 1               |                    | 0                  | 0                  |             | -           | -           | 28     | 1      |        |
| gen.-giu. 2007   | Messina            | A                | 16         | 0          | CI              | -               | -               | -                  | -                  | -                  | -           | -           | -           | 16     | 0      |        |
| 2007-2008        | Ascoli             | B                | 23         | 0          | CI              | 3               | 0               | -                  | -                  | -                  | -           | -           | -           | 26     | 0      |        |
| 2008-2009        | Ascoli             | B                | 34         | 0          | CI              | 2               | 0               | -                  | -                  | -                  | -           | -           | -           | 36     | 0      |        |
| 2009-2010        | Ascoli             | B                | 32         | 0          | CI              | 2               | 0               | -                  | -                  | -                  | -           | -           | -           | 34     | 0      |        |
| 2010-gen. 2011   | Ascoli             | B                | 14         | 0          | CI              | 1               | 0               | -                  | -                  | -                  | -           | -           | -           | 15     | 0      |        |
| gen.-giu. 2011   | Grosseto           | B                | 9          | 0          | CI              | -               | -               | -                  | -                  | -                  | -           | -           | -           | 9      | 0      |        |
| 2011-2012        | Grosseto           | B                | 29         | 0          | CI              | -               | -               | -                  | -                  | -                  | -           | -           | -           | 29     | 0      |        |
| Totale Grosseto  | Totale Grosseto    | Totale Grosseto  | 68+2       | 0          |                 | 9               | 0               |                    | -                  | -                  |             | -           | -           | 79     | 0      |        |
| 2012-gen. 2013   | Ascoli             | B                | 4          | 0          | CI              | 1               | 0               | -                  | -                  | -                  | -           | -           | -           | 5      | 0      |        |
| Totale Ascoli    | Totale Ascoli      | Totale Ascoli    | 107        | 0          |                 | 9               | 0               |                    | -                  | -                  |             | -           | -           | 116    | 0      |        |
| gen.-giu. 2013   | Latina             | 1D               | 7          | 0          | CI-LP           | 3               | 0               | -                  | -                  | -                  | -           | -           | -           | 10     | 0      |        |
| 2013-2014        | Gubbio             | 1D               | 23         | 1          | CI+CI-LP        | 2+0             | 0               | -                  | -                  | -                  | -           | -           | -           | 25     | 1      |        |
| 2014-2015        | Parma              | A                | 0          | 0          | CI              | 0               | 0               | -                  | -                  | -                  | -           | -           | -           | 0      | 0      |        |
| 2015-2016        | Città di Palombara | Ecc.             | 20         | 4          | CI-Dil          | 0               | 0               | -                  | -                  | -                  | -           | -           | -           | 20     | 4      |        |
| Totale carriera  | Totale carriera    | Totale carriera  | 367+5      | 6+1        |                 | 38              | 1               |                    | 0                  | 0                  |             | -           | -           | 410    | 8      |        |

## Palmarès

### Club

#### Competizioni nazionali
- Coppa Italia Lega Pro: 1

Latina: 2012-2013